# كارين دا سيلفا
كارين دا سيلفا (بالسويدية: Carin da Silva)‏ هي راقصة ومغنية سويدية، ولدت في 16 نوفمبر 1984 في لوليو في السويد.

## وصلات خارجية
- كارين دا سيلفا على موقع IMDb (الإنجليزية)
- كارين دا سيلفا على موقع قاعدة بيانات الأفلام السويدية (السويدية)
- كارين دا سيلفا على موقع قاعدة بيانات الفيلم (الإنجليزية)
- كارين دا سيلفا على موقع كينوبويسك (الروسية)